# Wójcin (powiat wieruszowski)

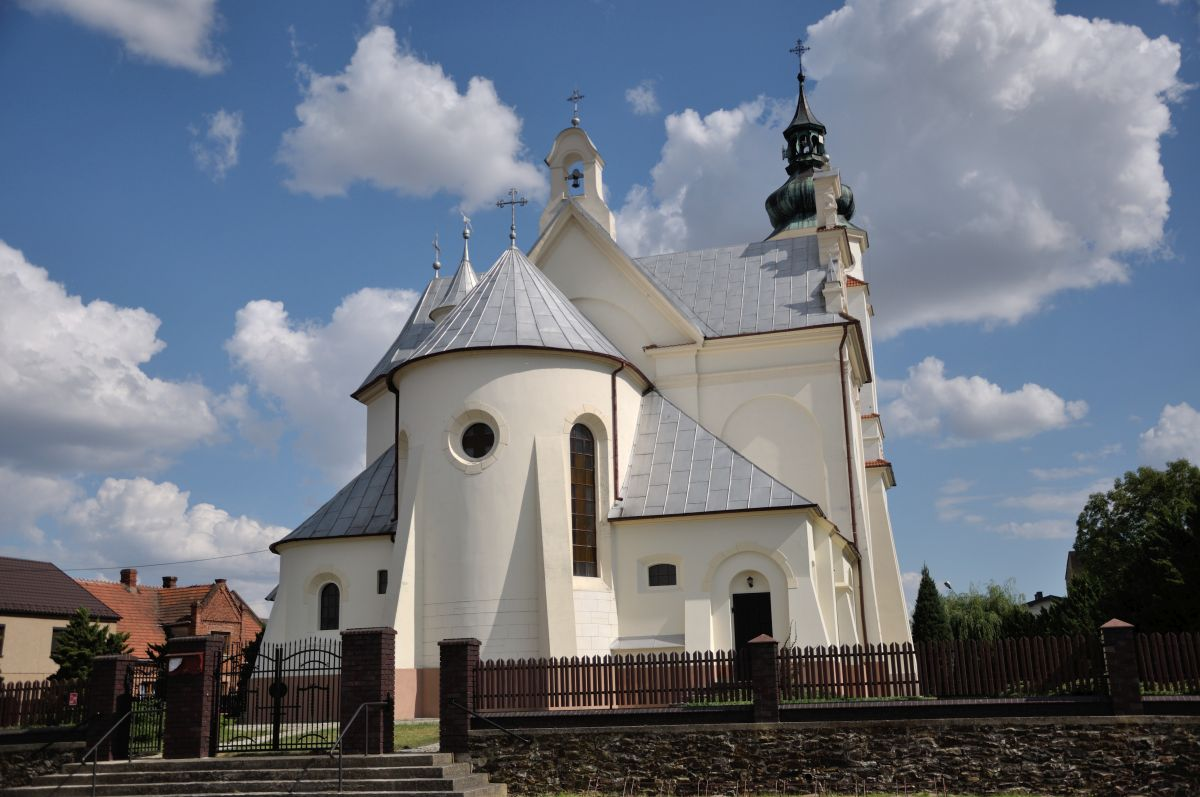
Kościół w Wójcinie 2018

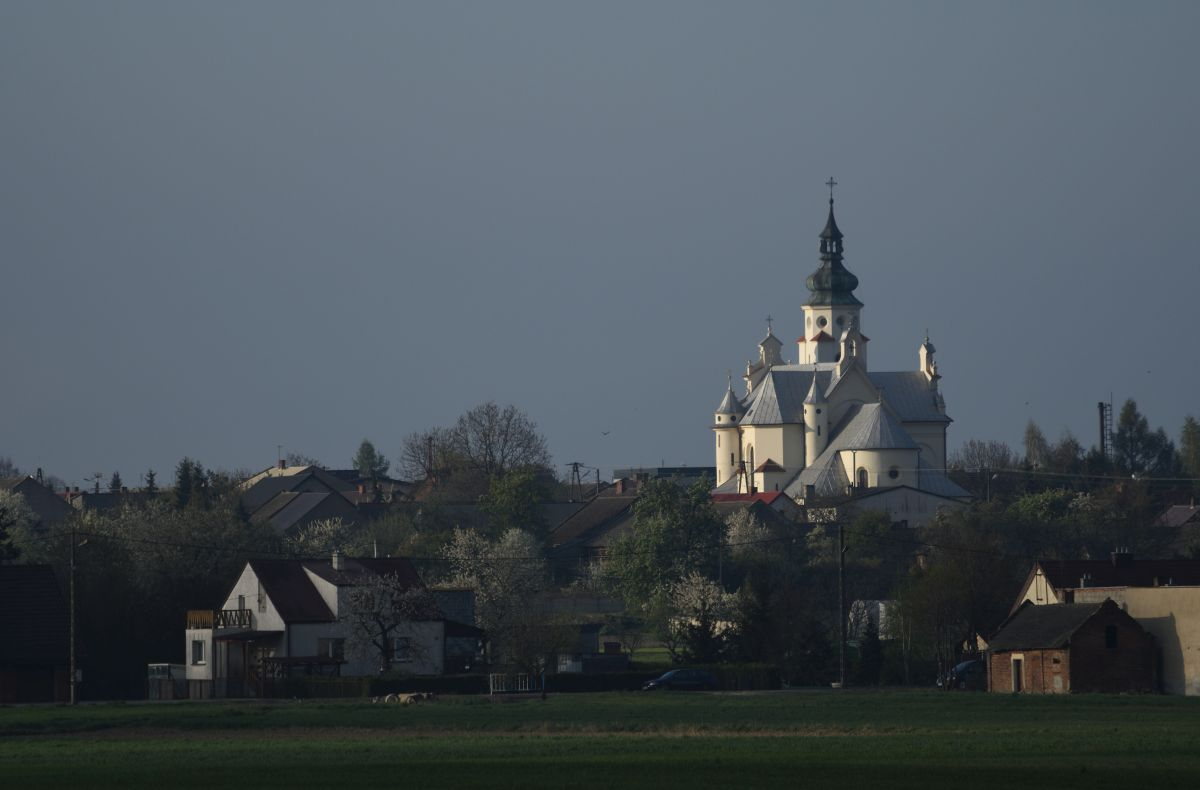
Wójcin 2019

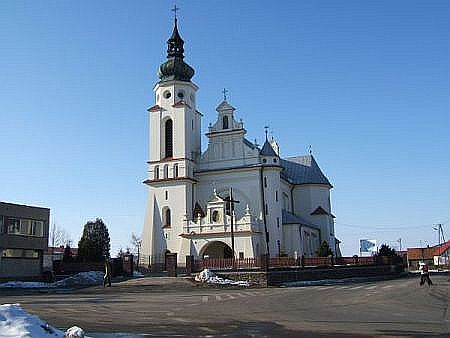
Kościół w Wójcinie 2006

Wójcin – wieś w Polsce położona w województwie łódzkim, w powiecie wieruszowskim, w gminie Łubnice.
Wójcin znajduje się na prawym brzegu górnej Prosny. Ostatnio popularny stał się zwięźlejszy opis: "Wójcin nad Prosną".
Wieś królewska w tenucie bolesławieckiej w powiecie wieluńskim województwa sieradzkiego w końcu XVI wieku.

## Liczba ludności
Według Narodowego Spisu Ludności w 2011 roku liczba mieszkańców Wójcina wynosiła 975

## Części wsi
| SIMC    | Nazwa         | Rodzaj     |
| ------- | ------------- | ---------- |
| 0203447 | Aniołki       | część wsi  |
| 0203453 | Folwark       | część wsi  |
| 0203460 | Galicja       | część wsi  |
| 0203476 | Nowiny        | część wsi  |
| 0203520 | Papiernia     | przysiółek |
| 0203482 | Pasternik     | część wsi  |
| 0203499 | Podchróścin   | część wsi  |
| 0203507 | Podlipka      | część wsi  |
| 0203513 | Makowszczyzna | część wsi  |

## Historia
Miejscowość ma metrykę średniowieczną. Historycznie należy do ziemi wieluńskiej i pierwotnie związana była z Wielkopolską oraz Dolnym Śląskiem. Pierwsza wzmianka pojawiła się w dokumentach zapisanych po łacinie w 1459, w księgach oficjała wieluńskiego, gdzie odnotowano ją jako „Woynczino" oraz w 1495 „Woyczyn" .
Wieś istnieje jednak od XIV wieku kiedy powstał Kościół św. Katarzyny i św. Walentego w Wójcinie i kiedy erygowano parafię wójcińską.  W skład parafii wchodziły później jeszcze Żdżary, Wiewiórka i Gola. Wieś była własnością królewską i wchodziła w skład starostwa niegrodowego z siedzibą w Bolesławcu.
Miejscowość została odnotowana w historycznych dokumentach prawnych i podatkowych. W 1495 król polski Jan I Olbracht zezwolił Pawłowi Balickiemu zapisać posag i wiano żony Zofii na dobrach bolesławieckich w tym na Wójcinie. Informacja o sołtysie z 1506 zaświadcza, że wieś musiała być lokowana na prawie niemieckim. W 1511 leżała w powiecie wieluńskim i liczyła 5 łanów .
W 1518 miejscowość liczyła 4 łany. Starosta wójcicki Andrzej Dunin założył wtedy folwark, a jednym z obowiązków tamtejszych chłopów pańszczyźnianych był transport zboża do Wrocławia. W 1520 pod patronatem króla polskiego Zygmunta I Starego erygowano kościół murowany św. Katarzyny. Miejscowy pleban miał we wsi 2 łany. Pobierał on także dziesięcinę snopową z folwarku o wartości ok. 5 grzywien oraz po jednym groszu od młynarza i zagrodników. Do parafii wójcickiej włączono wówczas parafię Żdżary. W 1522 poświadczono istnienie wiejskiej szkoły parafialnej. W 1552 do zamku bolesławieckiego przynależało 27 kmieci z Wójcina oraz karczma. Odnotowano wtedy zarazę grasującą w okolicy, która dotknęła także wieś. W 1553 we wsi było 9,5 łana, a jeden łan należał do sołtysa .
W 1564 do starostwa bolesławieckiego przynależało 24 kmieci gospodarujących na 9,5 łana. Płacili oni czynsz po jednym florenie oraz 6 groszy oraz w plonach czyli w naturze. We wsi były 23 barcie. Karczmarz posiadał jeden łan i płacił 4 grzywny podatku. Sześciu zagrodników uiszczało po 12 groszy. Było też dwóch zagrodników wolnych, a jeden łan należał do sołtysa. Dokumenty poświadczyły również istnienie dwóch młynów - młyna Kośnego oraz „Woiczki” ustawionych na rzece Prośnie .
Górny bieg Prosny stanowił przez 6 wieków granicę państwową między ziemią wieluńską, a Śląskiem, co determinowało w pewnym sensie styl życia mieszkańców Wójcina i okolicznych wsi, odciskając się na ich sytuacji bytowej. Po rozbiorach Polski wieś znalazła się najpierw w zaborze pruskim (1793–1807), później krótko w Księstwie Warszawskim (1807–1815) i ostatecznie w zaborze rosyjskim aż do I wojny światowej. W latach 1807–1864 Wójcin był siedzibą gminy obejmującej dobra klucza wójcińskiego składającego się z Wójcina, Goli, Makowszczyzny i Ladomierza. W 1838 klucz wójciński został wydzielony z ekonomii bolesławieckiej i sprywatyzowany, stając się najpierw własnością Petroneli Barrera Niewodowskiej, a później rodzin Darewskich i Antepowiczów. Uwłaszczenie chłopów w 1864 zaczęło proces upowszechnienia własności ziemskiej w Wójcinie, przypieczętowane ostatecznie parcelacją resztek folwarku Darewskich w latach 1900–1903. Później przyrost demograficzny, przeludnienie i głód ziemi stały się przyczyną licznych wyjazdów na emigrację stałą i sezonową, czyli na tzw. saksy.
W 1913 Żdzary i Wiewiórka wyodrębniły się, tworząc oddzielną parafię. W 1921 pofolwarczny Andrzejów oddzielił się od Wójcina i stał się wraz z Ladomierzem oddzielną wsią, Makowszczyzna po drugiej wojnie światowej zintegrowała się z Wójcinem i stała się jego częścią.
W okresie międzywojennym w miejscowości stacjonowały: placówka Straży Granicznej I linii „Wójcin”, a wcześniej placówka Straży Celnej „Papiernia”
W 1940 mieszkańcy Wójcina zostali deportowani do Generalnego Gubernatorstwa lub wywiezieni w głąb Rzeszy na roboty przymusowe, a na ich miejsce sprowadzono niemieckich osadników, tzw. Wołynien-Deutsche. W czasie wojny w obozie koncentracyjnym w Dachau zginęło sześciu mieszkańców Wójcina z proboszczem parafii na czele. Natomiast w Katyniu zamordowano trzech kierowników szkoły związanych z Wójcinem, a w Miednoje zginął posterunkowy policji pochodzący z Wójcina.  Przesunięcie granicy na Odrę i Nysę Łużycką w 1945, wysiedlenie ludności niemieckiej i procesy industrializacyjne w czasach PRL dały możliwość znalezienia pracy i zamieszkania na Ziemiach Odzyskanych nadwyżkom ludności Wójcina.
W latach 1954–1972 istniała tu siedziba GRN, czyli dawnej gromady, jako najmniejszej jednostki podziału terytorialnego.
W latach 1975–1998 miejscowość należała administracyjnie do województwa kaliskiego.
W końcu XX wieku zniknęły drewniane zabudowania kryte słomianą strzechą, wieś została zelektryfikowana i wyposażona w instalację wodociągową, ulice utwardzono i pokryto asfaltem. Z rolnictwa żyje dziś mniejszość mieszkańców wsi, część dojeżdża do pracy w pobliskich miastach, a we wsi funkcjonuje ponad 30 firm różnej specjalności.

## Sport
W Wójcinie działa klub piłkarski LKS Zryw Wójcin. Obecnie piłkarze z Wójcina grają w sieradzkiej B-Klasie, gr.II.